# Inclinação (ética)

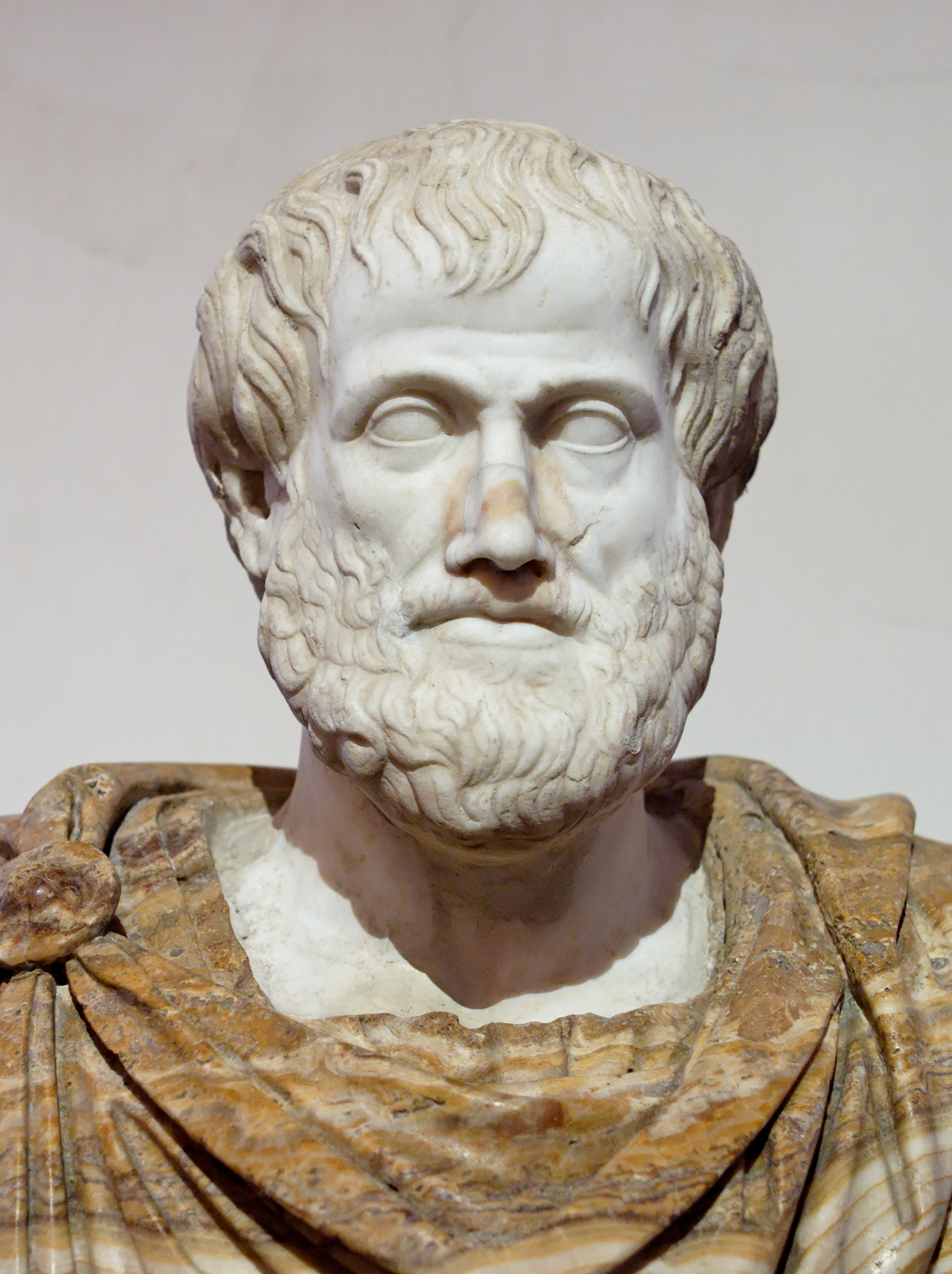
Aristóteles

Aristóteles definiu a inclinação no primeiro parágrafo da Metafísica com a afirmação "todos os homens, por sua natureza, desejam saber".  Tomás de Aquino propôs que os humanos têm quatro inclinações naturais - uma inclinação natural para a preservação (vida), uma inclinação para a reprodução sexual (procriação), sociabilidade e conhecimento.  A inclinação na filosofia moderna da ética é vista no contexto da moralidade ou valor moral.

## História
A definição de inclinação tem definições variadas na filosofia. Aristóteles "considera que a marca de uma boa pessoa é ter prazer na ação moral", ou seja, naquilo que alguém deseja fazer. Immanuel Kant fez um estudo sobre se a inclinação é do mais alto valor moral e se opôs à análise de Aristóteles, argumentando que "é a pessoa que age por dever, apesar da inclinação contrária, que mostra um grau especialmente alto de valor moral". 

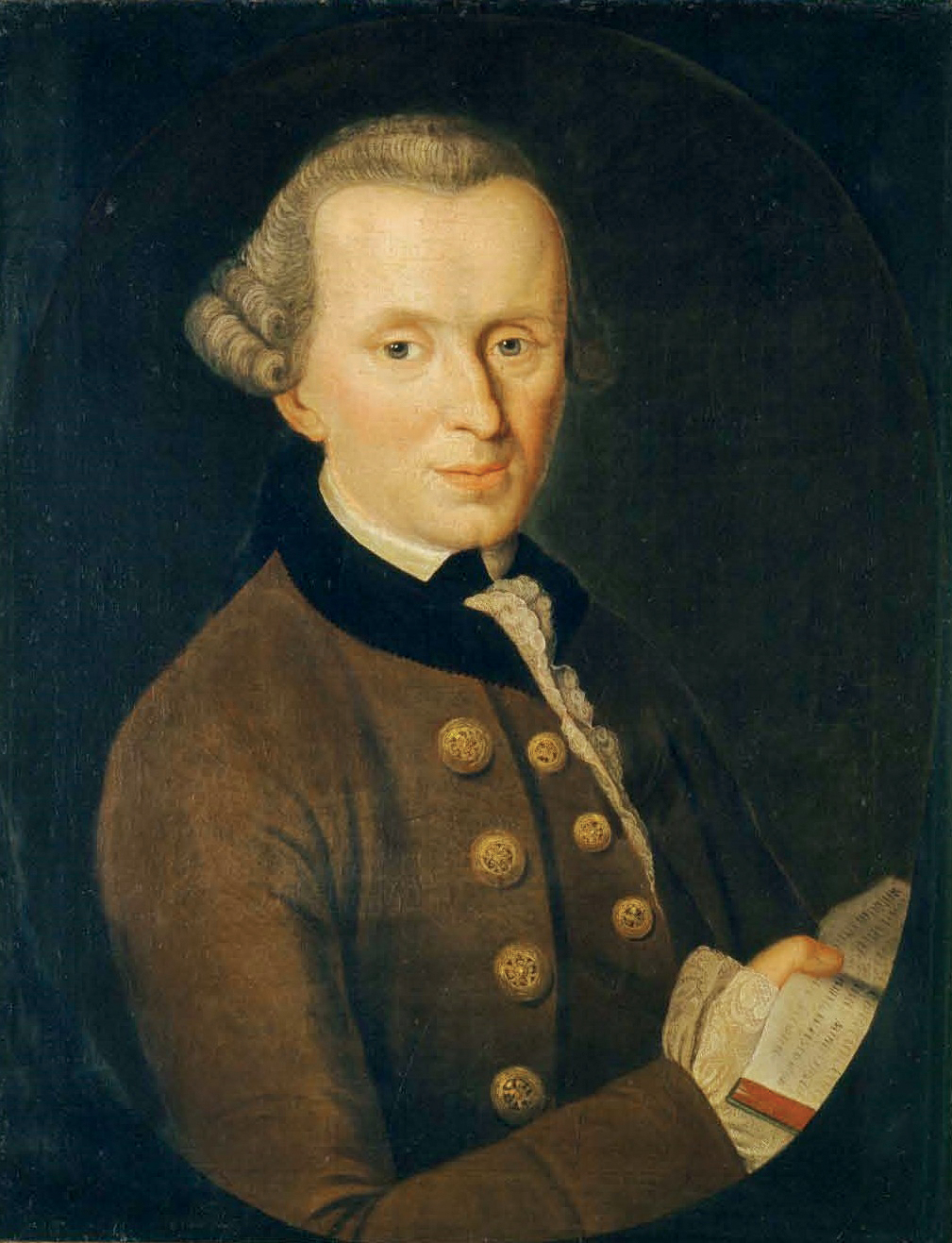
Immanuel Kant

### O Lojista
Kant propõe o exemplo de um lojista que cobra continuamente preços justos dos clientes para criar boa vontade e fazer negócios recorrentes. Se o lojista continuasse essa prática devido a uma mera inclinação (para obter negócios repetidos) em vez de senso de dever (princípios superiores de justiça e equidade), embora o fato de o lojista manter os preços justos possa estar em conformidade com o dever, isso não tem "nenhum valor moral verdadeiro".  Se, em vez disso, o lojista mantivesse os preços justos apenas por um dever de justiça, então ele estaria agindo simplesmente por esse dever. E nesse caso, ao fazê-lo, Kant argumenta que o ato tem agora “valor moral genuíno”. 
Mas mudar os fatos do exemplo pode levar a uma conclusão completamente diferente. Se, em vez disso, o lojista estiver quase falido e precisar desesperadamente de dinheiro para alimentar sua família, e ainda assim mantiver os preços justos não tanto por um senso de dever, mas sim por um senso de orgulho (uma inclinação), então alguns podem argumentar que é mais impressionante permanecer justo nessas circunstâncias.

## Crítica
Kant argumenta que agir por puro dever tem o maior valor, pois o visitante está fazendo a coisa certa pelo motivo certo, porque é a coisa certa a fazer.  Nem sempre fica claro se a inclinação é moralmente mais digna que o dever, ou vice-versa. Por exemplo, se seguir o dever moral de dizer sempre a verdade tem o valor mais elevado, então dizer a verdade (a localização de uma pessoa) quando isso resulta no assassinato dessa pessoa pode mostrar que seguir o dever puro pode não ter o valor moral mais elevado. 
Mas muitas críticas a Kant não levam em conta que ele não impediu que outros atos tivessem valor moral; em vez disso, diz-se que Kant apenas valorizou a ação por puro dever como tendo valor moral "verdadeiro" ou "autêntico".  Os filósofos tendem a discordar sobre se operar apenas por dever é sempre a coisa mais moralmente digna a fazer, em vez de operar por inclinação.  

### O Visitante do Hospital
Um exemplo famoso ilustra a diferença entre inclinação e dever, ao mesmo tempo em que ilustra uma crítica a eles, conforme dado por Michael Stocker em seu artigo The Schizophrenia of Modern Ethical Theories (1976).

Suponha que você esteja em um hospital, recuperando-se de uma longa doença. Você está muito entediado, inquieto e sem saber o que fazer quando Smith chega mais uma vez. Agora, mais do que nunca, você está convencido de que ele é um bom sujeito e um amigo de verdade, pois dedica tanto tempo para animá-lo, viaja até o outro lado da cidade e assim por diante. Você é tão efusivo em seus elogios e agradecimentos que ele protesta que sempre tenta fazer o que acha que é seu dever. . . . A princípio, você acha que ele está fazendo uma forma educada de autodepreciação, aliviando a carga moral. Mas quanto mais vocês dois conversam, mais claro fica que ele estava dizendo a verdade literal: que não foi essencialmente por sua causa que ele veio vê-lo, não porque vocês são amigos, mas porque ele achava que era seu dever.
O visitante poderia ser visto como alguém sem mérito moral. Por outras palavras, qual o cenário que tem mais valor moral: aquele em que o amigo vai ao hospital por um frio sentido de dever (o que se deve fazer) em vez de querer fazê-lo (inclinação)?  Kant pode argumentar que o primeiro tem a dignidade moral "verdadeira" ou "autêntica", enquanto Stocker argumenta que agir puramente por dever em seu exemplo é moralmente inautêntico. 